# Hemiceras albisignata
Hemiceras albisignata är en fjärilsart som beskrevs av Felix Bryk 1953. Hemiceras albisignata ingår i släktet Hemiceras och familjen tandspinnare. Inga underarter finns listade i Catalogue of Life.